# Lux ex Silesia
Lux ex Silesia (česky Světlo ze Slezska) je polské ocenění, které vzniklo v roce 1994 z podnětu Damiana Zimonia. Je udělováno těm, kteří ve své vědecké nebo umělecké činnosti vykazují vysoké morální hodnoty a dlouhodobě přispívají ke kultuře Horního Slezska. Název tohoto ocenění se vztahuje na dominikány Jacka a Česlava Odřivouse, Světlo ze Slezska. Ocenění se uděluje při příležitosti zahájení akademického roku v katedrále v Katovicích.

## Držitelé
- 1994 – Irena Bajerowa (jazykovědkyně)
- 1995 – Wojciech Kilar (skladatel)
- 1996 – Alfons Nossol (teolog)
- 1997 – Jerzy Zieliński (urolog)
- 1998 – August Chełkowski (fyzik)
- 1999 – Stanisław Tkocz (redaktor)
- 2000 – Kornel Gibiński (lékař)
- 2001 – Franciszek Kokot (lékař)
- 2002 – Tadeusz Sławek (anglista)
- 2003 – Henryk Górecki (skladatel)
- 2004 – Julian Gembalski (varhaník)
- 2005 – Remigiusz Sobański (právník)
- 2006 – Anna Sekudewicz (novinářka)
- 2007 – Szczepan Wesoły (arcibiskup)
- 2008 – Wilibald Winkler (vědec)
- 2009 – Zespół Pieśni i Tańca Śląsk
- 2010 – Andrzej Jasiński (klavírista)
- 2011 – Jan Malicki (polonista)
- 2012 – Maciej Bieniasz (grafik, profesor)
- 2013 – Wincenty Myszor (historik, profesor)
- 2014 – Teresa i Eugeniusz Maliccy
- 2015 – Franciszek Pieczka (herec)
- 2016 – Jan Miodek[2] (profesor)